# Dapsa lederi
Dapsa lederi es una especie de coleóptero de la familia Endomychidae.

## Distribución geográfica
Habita en el Cáucaso.